# 謝韋爾內 (波克羅夫斯克區)

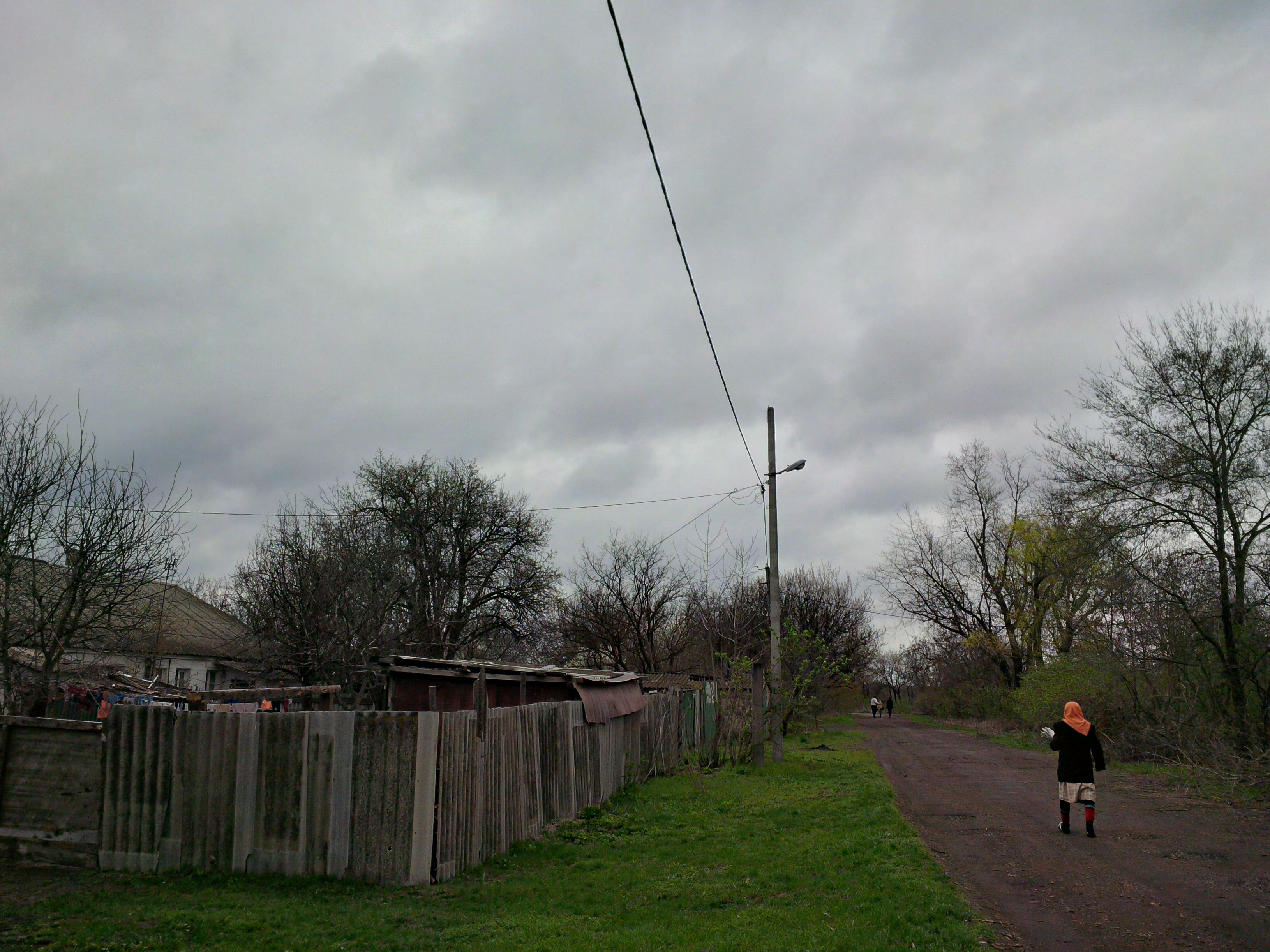
村景

謝韋爾内（羅馬化：Sieverne）是乌克兰顿涅茨克州波克羅夫斯克區奥切列季涅市镇的村莊。

## 历史
謝韋爾内當地有國營農場。
顿巴斯战争期間，當地出現了武裝衝突。
2022年俄罗斯入侵乌克兰期间，當地再次出現武裝衝突。 2024年2月24日左右，謝韋爾内被俄罗斯占领。
2024年9月19日，乌克兰最高拉达将此村改名为皮夫尼奇内（烏克蘭語：Північне）。

## 人口和语言
据2001年烏克蘭人口普查，该村人口为153人，其中15.03%的人的母语是乌克兰语，84.97%的人母語是俄语。